# EL-8

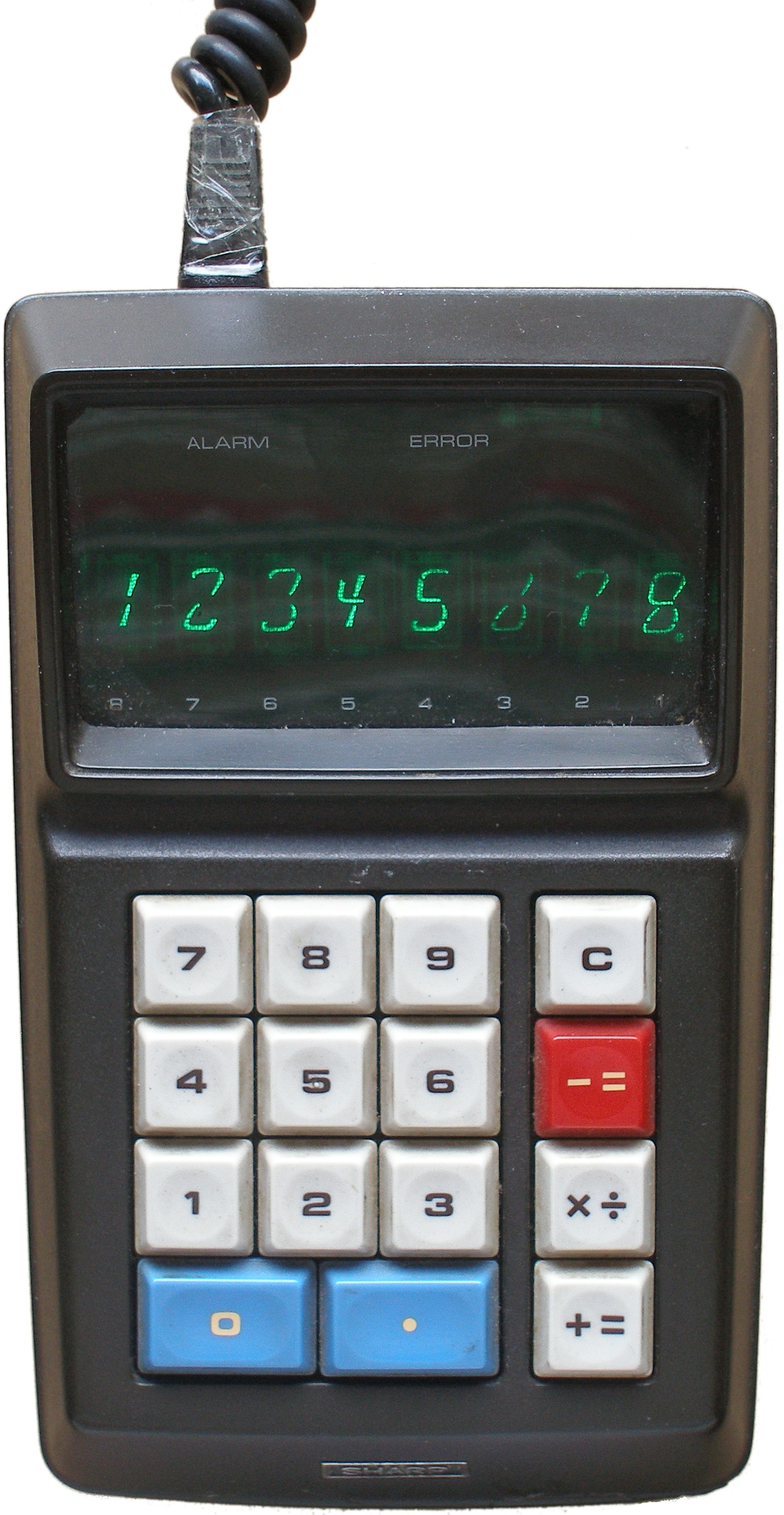
1971年発売のシャープEL-8

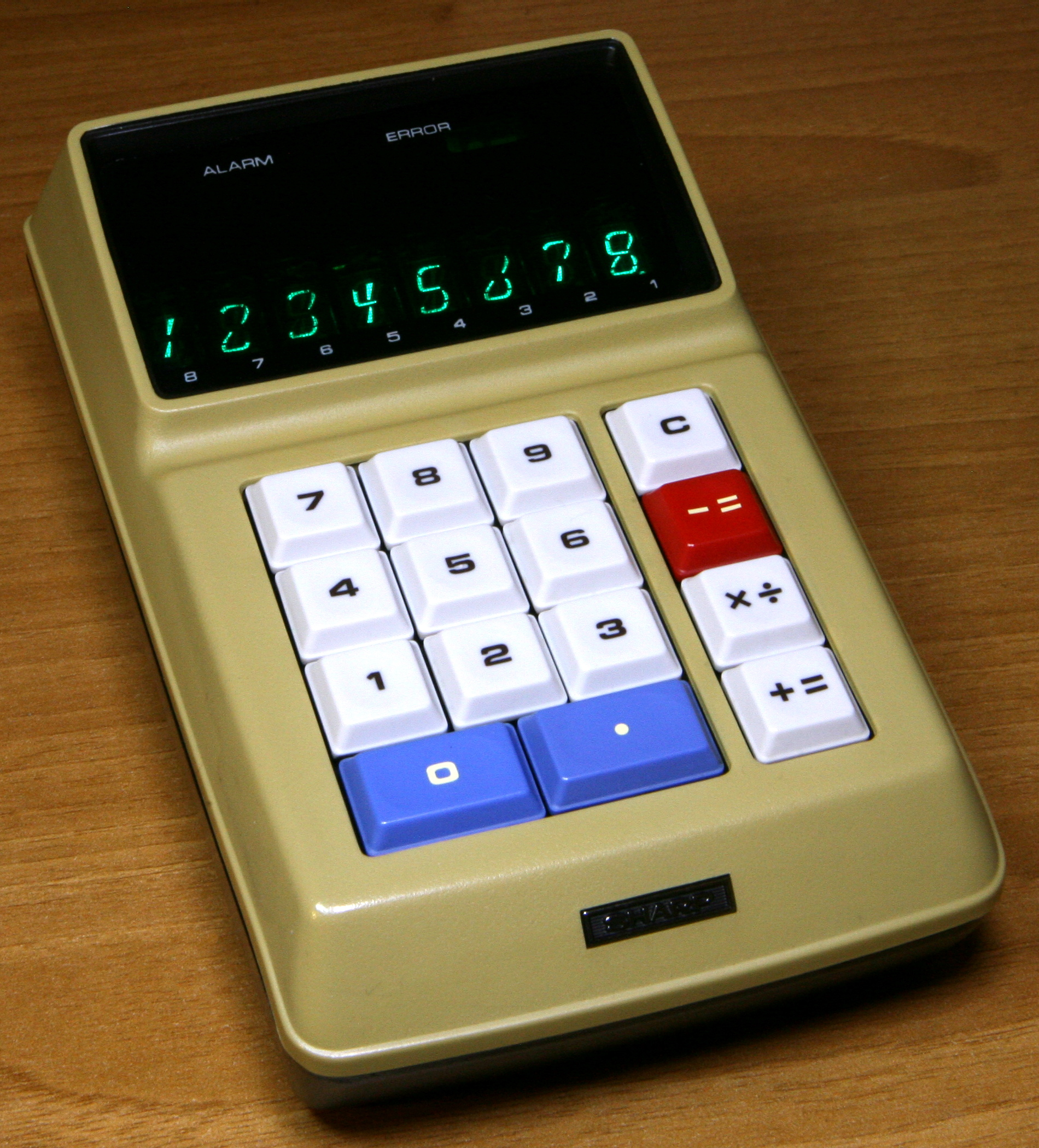
1970年12月発売のシャープEL-8

シャープのEL-8（通称ELSI-8）は、量産型携帯電卓の中で最も早く製造されたものの一つであり、シャープにより作られた初めての携帯型電卓でもある。1971年初頭に発売されたこの電卓は、シャープのQT-8DとQT-8Bの小型卓上計算機をベースに、同じ論理回路を使用していたが、はるかに小さなケースに収まるように再設計されていた。  
EL-8以前のほとんどの電卓は、卓上での使用を目的としていた。EL-8の前身であるバッテリー駆動のQT-8Bは、コンパクトな卓上計算機の携帯型にすぎなかった。EL-8ははるかに小さく、片手での使用に十分な大きさだった。バッテリー付きで、長さ6.46インチ (164 mm)幅4.02インチ (102 mm)、厚さ2.76インチ (70 mm)、重量1.59ポンド (0.72 kg)である。まだ大きくてポケットには収まらなかったが、ポケット計算機の開発に向けた重要な一歩であった。  

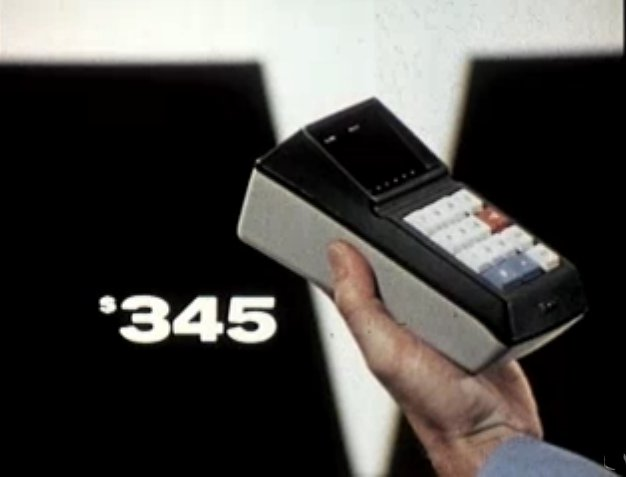
電卓の当初の価格を示す広告

EL-8の日本での当初の価格は84,800円であった。1971年の米国の小売価格は345ドルで、2010年換算で約1,850ドルに相当した。  
EL-8の動作と性能は、その論理回路がロックウェル製の同じ大規模集積回路のセットを使用しているため、前身の計算機であるQT-8DおよびQT-8Bと同じである。同様に、組み合わせた×÷キーを含むキーボードも同じレイアウトで、磁気リードスイッチも採用されている。  
ディスプレイは、QT-8Dと同様に9つの管が付いた8桁のFLディスプレイである。8桁のデジタル管と、マイナス記号とオーバーフロー表示用の追加の管が1つある。QT-8Dと同様に、チューブは伊勢電子工業の「ITRON」管であり、特徴的な「手書き」の数字の形と半分の高さの0を備えている。ただし、QT-8Dとは異なり、EL-8数字管は数字を形成するための8つの部分しかなく、EL-8の追加の管はディスプレイの右端ではなく右上隅に配置される。別のランプが電源の表示として機能する。    

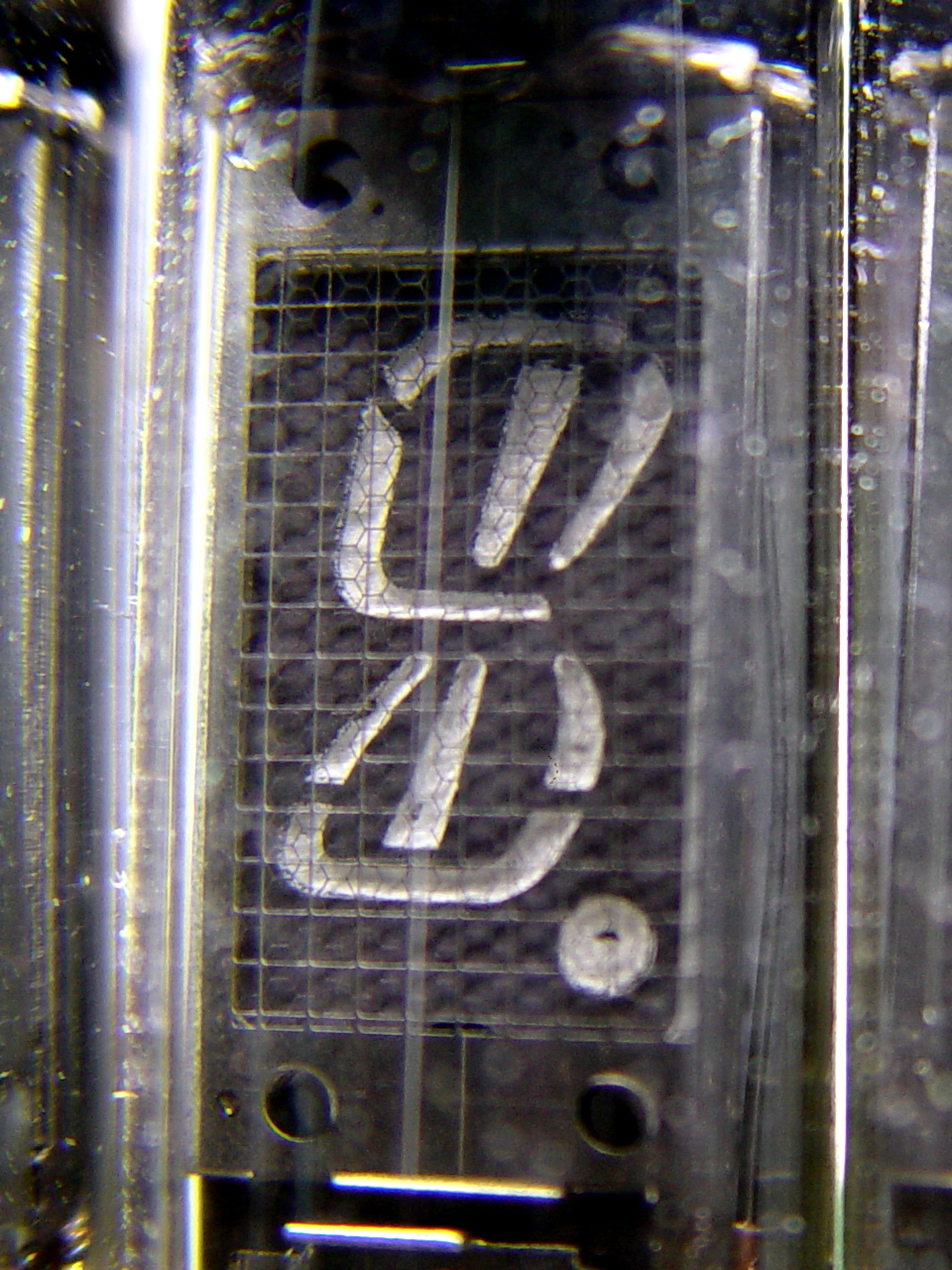
シャープ EL-8 ITRON VFD管

電力は、統合された充電式バッテリーパックまたは外部バッテリー充電器によって供給される。これは、 ACアダプターとしても機能し、計算機をAC電源で動作させることができる。バッテリーパック（モデルEL-84）は、直列に接続された6個のニッケルカドミウム単三電池が含まれており、合計電圧は7.2 ボルトで、初代のバッテリーの総容量は450ミリアンペア時である現在のニッケルカドミウム単三電池ははるかに大きな容量を持っている。 ）。初代のバッテリーでの寿命は約3時間で、平均電力使用量は約1ワットである。バッテリー充電器（モデルEL-81）は、8.7および9.6ボルトの電圧で合計入力電力定格は約3.2ワットで電卓の充電に電力を供給する。  

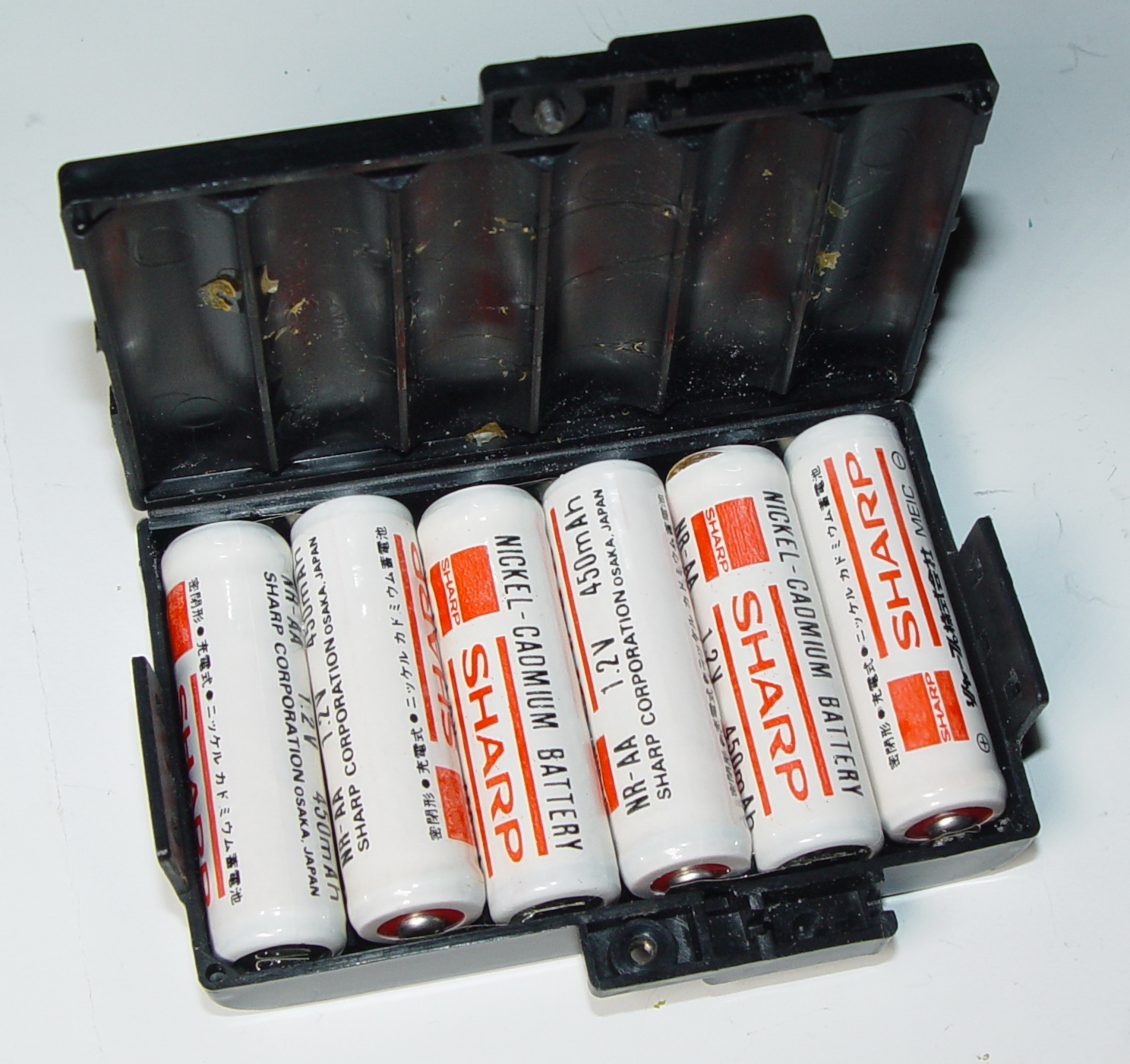
シャープNR-AA充電バッテリー

EL-8のバッテリーパックはQT-8Bのものよりもはるかに小さく、これはEL-8のサイズと重量を減らすために重要であった。ただし、これらの小型バッテリーは容量がはるかに少なく、妥当なバッテリー寿命を維持するために、電力使用量を大幅に削減する必要があった。これは、特にディスプレイなど電子機器の様々な改良によって実現された。QT-8Bのディスプレイ管は、個別のトランジスタによって動く。必要なトランジスタ数を減らすため、一度に1つのチューブだけが点灯し、回路は管を急速に循環する。 管から管への素早い切替には、大量の電力を吸収する負荷抵抗器が必要である。EL-8では、ディスプレイ管は複数のトランジスタを含む集積回路によって駆動され、すべての管が常に点灯する。スイッチングも負荷抵抗も不要なので、消費電力が大幅に削減される。さらに、QT-8Bの各管はほんの少しの時間しか点灯しないため、妥当な平均輝度を得るために、管には瞬間的な高輝度が必要である。そのため、管は高電圧で動く必要があり、別の高圧電源を必要とする。EL-8の管は常時点灯しているため、それほど明るくする必要はないため、駆動電圧を低くすることができ、個別の高電圧電源は必要ない。EL-8は、ディスプレイの改善に加えて、QT-8Bよりも論理用に効率的なクロックジェネレータ回路を備えている。これらの変更もあり、EL-8の消費電力はQT-8Bの3分の1未満に減少した。  
シャープはEL-8Aというバッテリーが付属しないEL-8も製造した。これは、1971年に米国で約300ドルという低価格で提供され、これは2010年の1,600ドルに相当する。このバージョンにはバッテリーがないため、多少軽量で、電源にACアダプターが必要である。電源コネクタも少し異なり、追加の接点がある。  
シャープは、自社のEL-8およびEL-8Aに加えて、スウェーデンのオフィス機器会社ファシットおよびその子会社Addo向けにEL-8のOEMバージョンを構築し、Facit 1111およびAddo-X 9364として販売した。これらの内部はEL-8と同じだが、大文字と小文字が異なる。